# Stjärnmaskar
Stjärnmaskar (Sipuncula) är en stam inom djuren med 144–320 arter. De är 1–50 cm långa, vanligen under 10 cm. De finns i grunda havsmiljöer, där de gräver ned sig i havsbotten eller bosätter sig i gamla snäckskal och lever på detritus och små organismer.

## Anatomi
Stjärnmaskar har en krans av tentakler runt munnen, som kan vändas inåt. Matspjälkningskanalen går från munnen i djurets framända till bakändan, där tarmen gör en böj och till slut avslutas med anus på dorsalsidan. Vissa stjärnmaskar har en kalcifierad sköld vid analöppningen.
Stjärnmaskar har inget kardiovaskulärt system, men däremot coelom (vätskefyllt rör som omsluter tarmen). Syre och näringsämnen transporteras runt i kroppen med interstitialvätska.
Kroppsväggen hos stjärnmaskar är muskulös och de drar ihop sig när de känner sig hotade.

## Reproduktion
Asexuell förökning förekommer hos stjärnmaskar, men är ovanligt. Då delar sig masken och låter delarna växa ut igen.
Den sexuella förökningen går till så att hannar och honor producerar könsceller i anslutning till coelomet, låter dessa mogna däri och släpper sedan ut dem i vattnet.